# 查尔斯·凯恩
查尔斯·劉易斯·凯恩（英語：Charles Lewis Kane，1965年1月12日—），美国理论凝聚态物理学家，是宾夕法尼亚大学克里斯托弗·H·布朗（Christopher H. Browne）杰出物理学教授。

## 生平
1985年他完成了芝加哥大学物理学学士学位，1989年获麻省理工学院物理学博士学位。在加入宾夕法尼亚大学之前，他是IBM沃森研究中心做了两年博士后研究，与他的导师Matthew P. A. Fisher一起工作。1997年成为宾夕法尼亚大学物理及天文学系助理教授，2006年成为教授。
凯恩值得注意的是在理论上预测到量子自旋霍尔效应以及后来被称为拓扑绝缘体的现象。
2010年获欧洲物理学奖。他因在二维和三维拓扑绝缘体方面的开创性工作与张首晟和邓肯·霍尔丹（Duncan Haldane）的开创性研究而共同获得了2012年狄拉克奖。2014年被选为美国国家科学院院士，2015年获富兰克林奖章。凯恩的研究关注介观物理学、半导体纳米结构、强关联电子系。